# パン種とタマゴ姫
『パン種とタマゴ姫』（パンだねとタマゴひめ）は、スタジオジブリ制作の日本の短編アニメーション映画。2010年公開。

## 概要

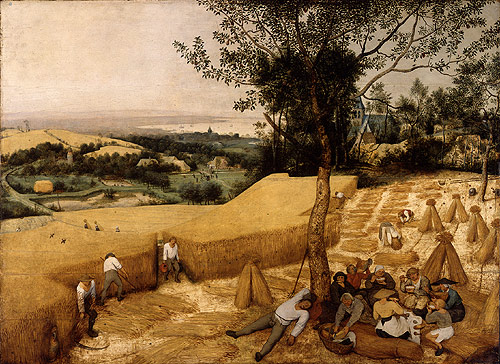
ピーテル・ブリューゲル筆『穀物の収穫』（1565年）

宮崎駿が原作・脚本・監督を務めたアニメーション映画である。宮崎の監督作品としては、2008年公開の『崖の上のポニョ』以来となる。また、三鷹市立アニメーション美術館（通称：三鷹の森ジブリ美術館）で公開される短編作品としては、2006年公開の『水グモもんもん』以来の監督作品となる。
本作の製作にあたっては、ヨーロッパの風景画や民話が深くかかわっている。宮崎は、フランドルの画家であるピーテル・ブリューゲルが描いた『穀物の収穫』を観て、本作の着想を得た。本作の試写会の席上、三鷹市立アニメーション美術館館長の中島清文も「ブリューゲルの絵をきっかけに、宮崎監督がイメージを膨らませて作った映画」であると解説している。
また、宮崎は、日本の民話『おむすびころりん』のようにヨーロッパにはパンが逃げ出す民話があると指摘し、「パンを食べる国々にはパンが逃げ出すお話があるのを知りました」と述べている。それらの民話について考察していた際に「パンになる前のパン種なら、ネバネバ、グニャグニャ逃げ出すのかなぁ…、そんなことを考えているうちに、この映画を思いつきました」と語っている。
本作を制作する過程は、『プロフェッショナル 仕事の流儀』でも紹介された。

## あらすじ
ヨーロッパの農村にて、魔力を操るバーバヤーガの下、タマゴ姫は毎日のように使役させられていた。ある日、パン種をこねていると、パン種に生命が宿る。タマゴ姫とパン種は、ともにバーバヤーガの下から逃亡する。しかし、それに気づいたバーバヤーガは、2人を連れ戻すため追跡を開始する。

## 登場人物
タマゴ姫
卵のお姫様。バーバヤーガの下で働かされている。
パン種
パンとして焼きあがる前のパン種の状態のため、形状は一定でなくどろどろしている。
バーバヤーガ
森の中の水車小屋に住む老婆。魔力を持ち、魔法を自在に操る。空を飛ぶこともできる。

## スタッフ
- 原作・脚本・監督 - 宮崎駿
- 音楽 - 久石譲
- 作画監督 - 高坂希太郎
- プロデューサー - 鈴木敏夫
- 制作 - スタジオジブリ